# Karel Herbst
Karel Herbst (Praga, 6 novembre 1943) è un vescovo cattolico e attivista ceco, dal 19 febbraio 2002 al 1º dicembre 2016 vescovo ausiliare di Praga.

## Biografia
Nasce a Praga, il 6 novembre 1943. Dopo gli studi da elettrotecnico lavorò nel deposito della stazione centrale di Praga, frequentando nel frattempo corsi serali di studi umanistici.
Tra il 1968 e il 1973 proseguì i propri studi presso la facoltà di teologia Santi Cirillo e Metodio.  Il 27 luglio 1972 ricevette il diaconato dal cardinale Štěpán Trochta. Fu ordinato sacerdote il 23 giugno 1973 dal vescovo František Tomášek e nominato vicario parrocchiale a Mariánské Lázně. A partire dal 1974 e fino alla metà degli anni Ottanta del Novecento, con lo pseudonimo di Kája, coordinò una estesa rete di campi giovanili semi-clandestini. Nell'anno 1975 perse l'approvazione dello Stato per l'esercizio del ministrero religioso e lavorò come pulitore di vetri tra il 1975 e il 1986. Sempre nel 1975 entrò nella Società salesiana di San Giovanni Bosco, prendendo i voti perpetui l'11 settembre 1976. Nel 1986 fu riammesso all'esercizio del ministero religioso e divenne amministratore parrocchiale prima a Staré Sedliště e poi a Všetaty; fu in seguito anche assistente spirituale nel seminario arcivescovile di Praga.
Il 19 febbraio 2002 venne nominato da papa Giovanni Paolo II vescovo titolare di Siccesi ed ausiliare di Praga. Ricevette l'ordinazione episcopale il 6 aprile 2002 dal cardinale Miloslav Vlk. Il 1º dicembre 2016 papa Francesco accettò la sua rinuncia dall'incarico di ausiliare.

## Genealogia episcopale
La genealogia episcopale è:
- Cardinale Scipione Rebiba
- Cardinale Giulio Antonio Santori
- Cardinale Girolamo Bernerio, O.P.
- Arcivescovo Galeazzo Sanvitale
- Cardinale Ludovico Ludovisi
- Cardinale Luigi Caetani
- Cardinale Ulderico Carpegna
- Cardinale Paluzzo Paluzzi Altieri degli Albertoni
- Papa Benedetto XIII
- Papa Benedetto XIV
- Papa Clemente XIII
- Cardinale Marcantonio Colonna
- Cardinale Giacinto Sigismondo Gerdil, B.
- Cardinale Giulio Maria della Somaglia
- Cardinale Carlo Odescalchi, S.I.
- Cardinale Costantino Patrizi Naro
- Cardinale Lucido Maria Parocchi
- Papa Pio X
- Papa Benedetto XV
- Papa Pio XII
- Arcivescovo Saverio Ritter
- Arcivescovo Josef Beran
- Arcivescovo Josef Karel Matocha
- Cardinale František Tomášek
- Vescovo Antonín Liška, C.SS.R.
- Cardinale Miloslav Vlk
- Vescovo Karel Herbst, S.D.B.